# Wyciąg talerzykowy

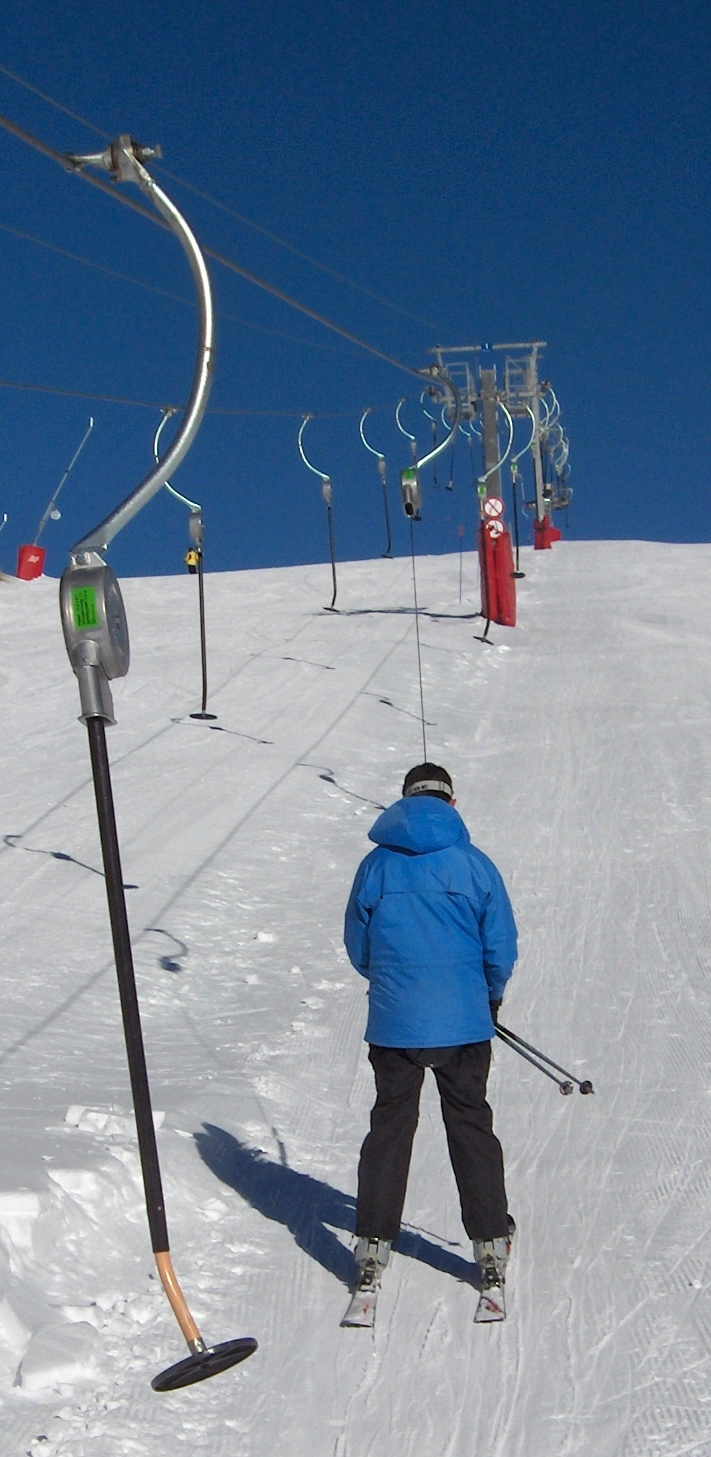
Wyciąg talerzykowy

Wyciąg talerzykowy – rodzaj wyciągu narciarskiego służący do wciągania narciarzy lub snowboardzistów do góry wzdłuż stoku.

## Historia
W 1908, w uzdrowisku Schollach w Niemczech, uruchomiono pierwszy wyciąg narciarski, zbliżony do późniejszych wyciągów talerzykowych.
Wyciąg talerzykowy wynalazł w 1935 Jean Pomagalski – francuski inżynier i mechanik polskiego pochodzenia. Prototyp został zastosowany na stoku l'Eclose w ośrodku narciarskim L’Alpe d’Huez we Francji. Na jego bazie funkcjonuje współczesny system Poma-Lift.

## Charakterystyka
Jest to rodzaj wyciągu orczykowego, w którym zamiast poprzecznej belki, którą zazwyczaj podpiera się para narciarzy, znajduje się plastikowy lub gumowy talerzyk, służący jednej osobie. Narciarz obejmuje talerzyk udami. Zanim zastosowano talerzyki, elementem, który wciągał narciarza, była poprzeczna belka (poprzeczka) o długości 50 cm, przymocowana do krótkiego pręta drewnianego lub metalowego w środku swojej długości wygiętego w kształt łuku (wyciąg orczykowy).
Wyciąg talerzykowy, tak samo jak wyciąg orczykowy, składa się ze stalowej liny bez końca wprawianej w ruch obiegowy przez koło napędzane mechanicznie. Podobne koło, jednak pozbawione napędu, znajduje się na końcu wyciągu.

## Rodzaje wyciągów talerzykowych
- w mniej rozbudowanym typie wyciągu na linie zaczepione są co kilka metrów specjalne zaczepy wraz z linką i urządzeniem sprężynowym/teleskopowym, służącym do jej skracania. Na wolnym końcu tej linki znajduje się uchwyt (talerzyk). Pomiędzy dolnym i górnym kołem rozstawione są specjalne podpory, wyposażone w krążki prowadzące linę holującą tak, aby przebiegała ona nad ziemią na wysokości kilku metrów. Narciarze chcący skorzystać z wyciągu ustawiają się przy jego dolnej części i oczekują na nadjeżdżający talerzyk. Po jego schwytaniu najczęściej umieszczają go pomiędzy udami a lina ciągnąca talerzyki wciąga ich na górę. Po dojechaniu na górę narciarz zwalnia talerzyk, który zawraca na kole nawrotowym i jedzie na dół, aby zabrać kolejnego narciarza. Takie wyciągi są zazwyczaj krótkie i powolne,
- wyciąg talerzykowy systemu Poma-Lift.

Z jednego talerzyka może korzystać jednocześnie tylko 1 osoba. Wyciągi talerzykowe poruszają się zazwyczaj z prędkością do 3,5 m/s, ich długość wynosi od 100 do 2000 metrów, a różnica wzniesień do 300 metrów.